# Francisco Garcerán Hernández
Francisco Garcerán Hernández (Cartagena, 28 d'agost de 1913 - Cartagena, 12 de novembre de 2007) fou un futbolista espanyol de les dècades de 1930 i 1940.

## Trajectòria
Fou un jugador murcià que passa la major part de la seva carrera a clubs de la seva regió, Imperial de Múrcia, Murcia CF, durant la dècada dels 1930, i Cartagena FC, durant la dècada de 1940. La temporada 1939-40 la passà al FC Barcelona, arribant a jugar 18 a primera divisió.
Va exercir d'àrbitre en retirar-se.